# Fieffes-Montrelet
Fieffes-Montrelet és un municipi francès situat al departament del Somme i a la regió dels Alts de França. L'any 2007 tenia 317 habitants.

## Demografia

### Població

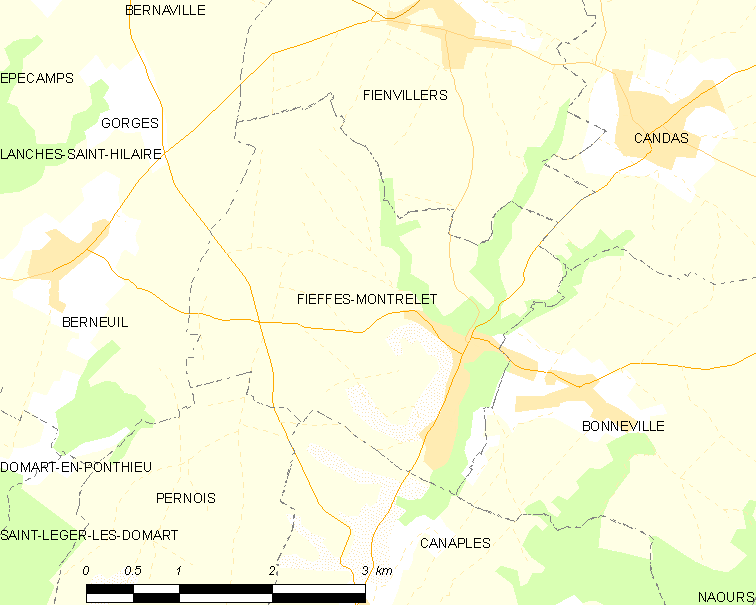
mapa del municipi

El 2007 la població de fet de Fieffes-Montrelet era de 317 persones. Hi havia 127 famílies de les quals 27 eren unipersonals (12 homes vivint sols i 15 dones vivint soles), 46 parelles sense fills, 50 parelles amb fills i 4 famílies monoparentals amb fills.

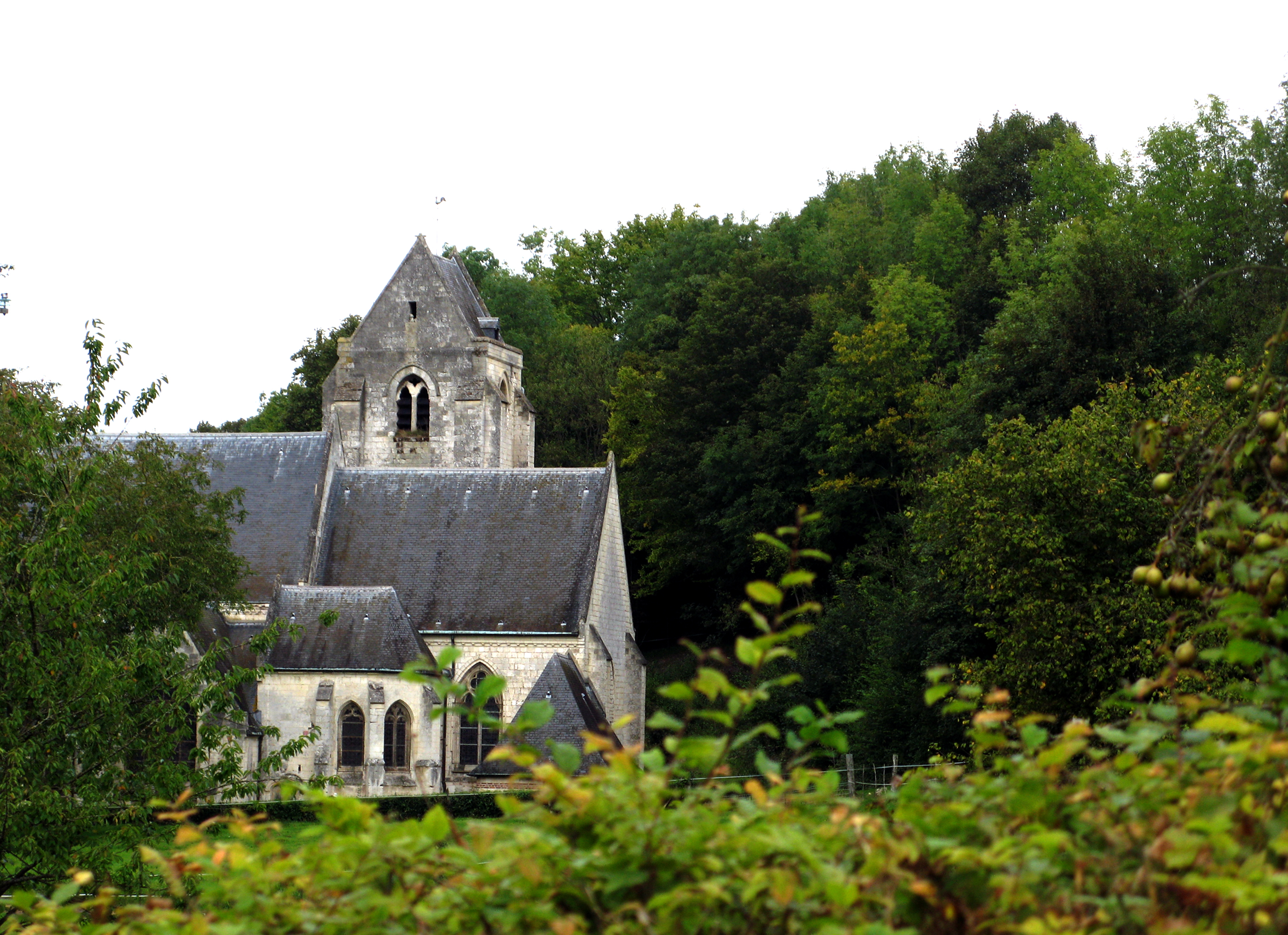
església

La població ha evolucionat segons el següent gràfic:
Habitants censats

### Habitatges

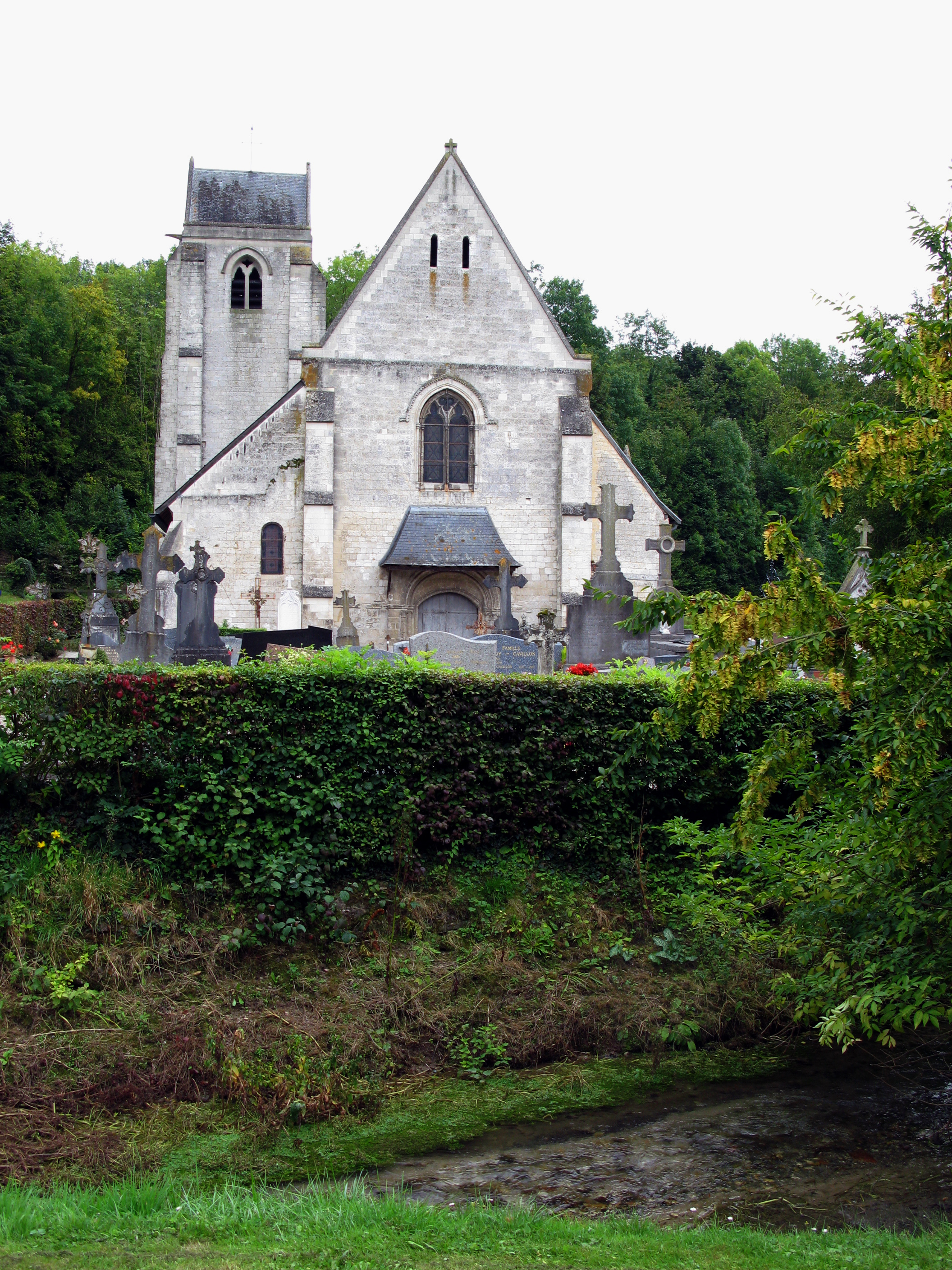

El 2007 hi havia 148 habitatges, 127 eren l'habitatge principal de la família, 8 eren segones residències i 13 estaven desocupats. Tots els 147 habitatges eren cases. Dels 127 habitatges principals, 110 estaven ocupats pels seus propietaris, 14 estaven llogats i ocupats pels llogaters i 3 estaven cedits a títol gratuït; 2 tenien dues cambres, 6 en tenien tres, 37 en tenien quatre i 82 en tenien cinc o més. 89 habitatges disposaven pel capbaix d'una plaça de pàrquing. A 55 habitatges hi havia un automòbil i a 59 n'hi havia dos o més.

### Piràmide de població
La piràmide de població per edats i sexe el 2009 era:
| Homes | Edats   | Dones |
| ----- | ------- | ----- |
| 0     | 95 o +  | 0     |
| 0     | 90 a 94 | 0     |
| 4     | 85 a 89 | 4     |
| 0     | 80 a 84 | 0     |
| 8     | 75 a 79 | 16    |
| 8     | 70 a 74 | 8     |
| 4     | 65 a 69 | 4     |
| 12    | 60 a 64 | 8     |
| 8     | 55 a 59 | 0     |
| 8     | 50 a 54 | 16    |
| 4     | 45 a 49 | 16    |
| 4     | 40 a 44 | 0     |
| 12    | 35 a 39 | 12    |
| 16    | 30 a 34 | 16    |
| 16    | 25 a 29 | 8     |
| 4     | 20 a 24 | 8     |
| 0     | 15 a 19 | 0     |
| 12    | 10 a 14 | 8     |
| 8     | 5 a 9   | 8     |
| 16    | 0 a 4   | 16    |

## Economia

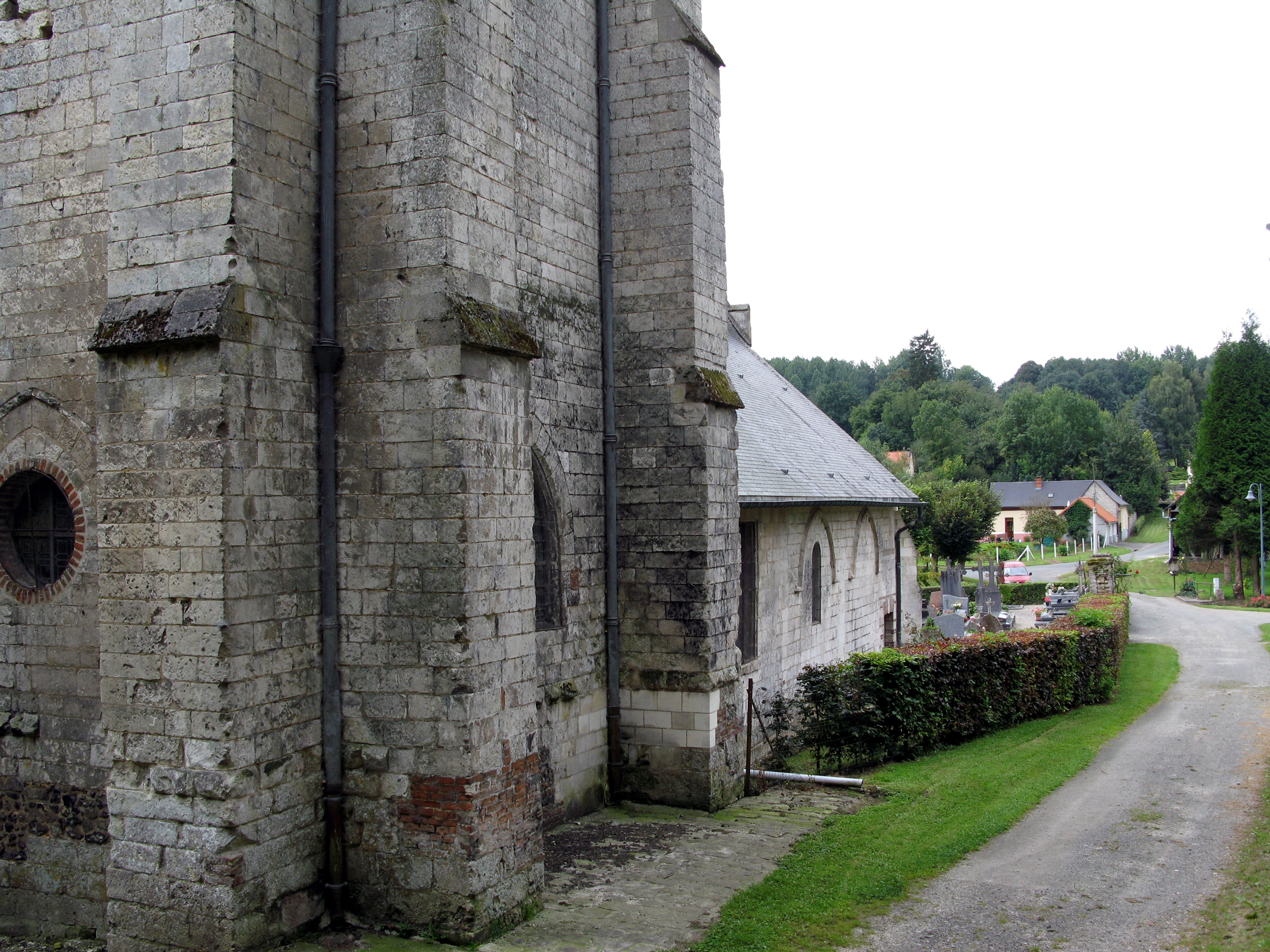

El 2007 la població en edat de treballar era de 204 persones, 146 eren actives i 58 eren inactives. De les 146 persones actives 131 estaven ocupades (76 homes i 55 dones) i 16 estaven aturades (6 homes i 10 dones). De les 58 persones inactives 32 estaven jubilades, 12 estaven estudiant i 14 estaven classificades com a «altres inactius».

### Ingressos

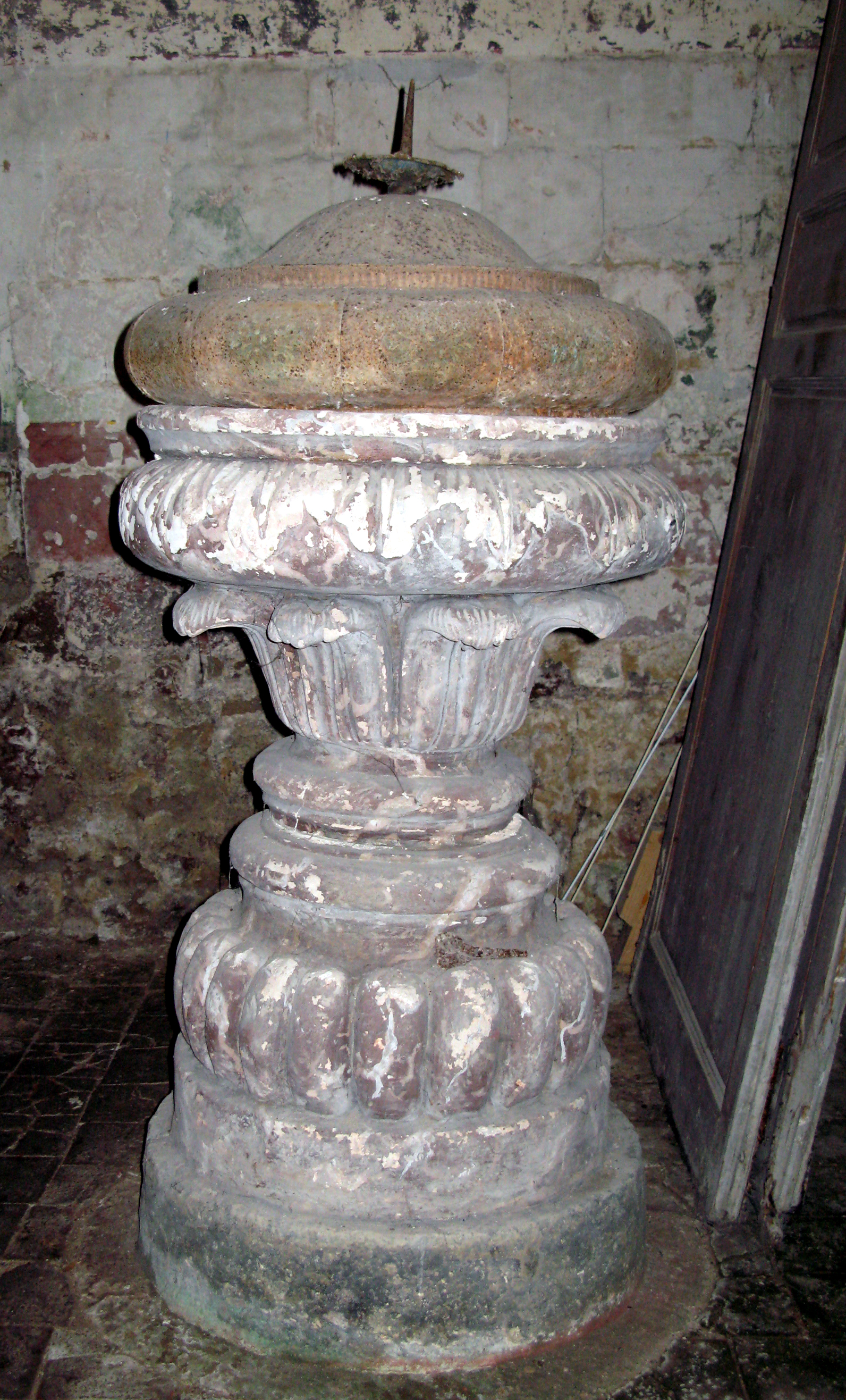

El 2009 a Fieffes-Montrelet hi havia 137 unitats fiscals que integraven 342 persones, la mediana anual d'ingressos fiscals per persona era de 18.780 €.

### Activitats econòmiques
Dels 3 establiments que hi havia el 2007, 1 era d'una empresa de fabricació d'altres productes industrials, 1 d'una empresa de transport i 1 d'una empresa de serveis.

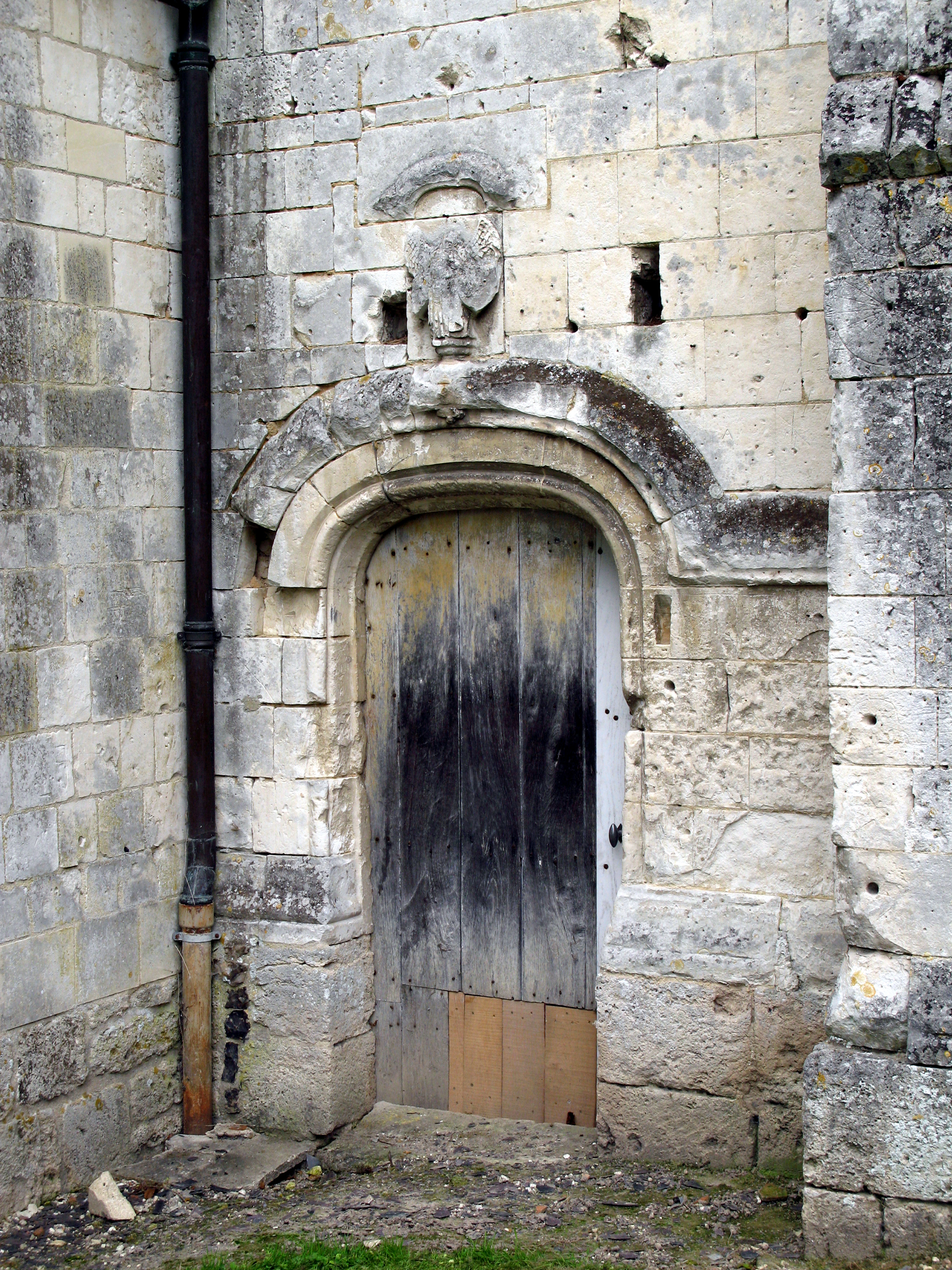

L'any 2000 a Fieffes-Montrelet hi havia 17 explotacions agrícoles que ocupaven un total de 1.020 hectàrees.

## Poblacions més properes
El següent diagrama mostra les poblacions més properes.

## Referències

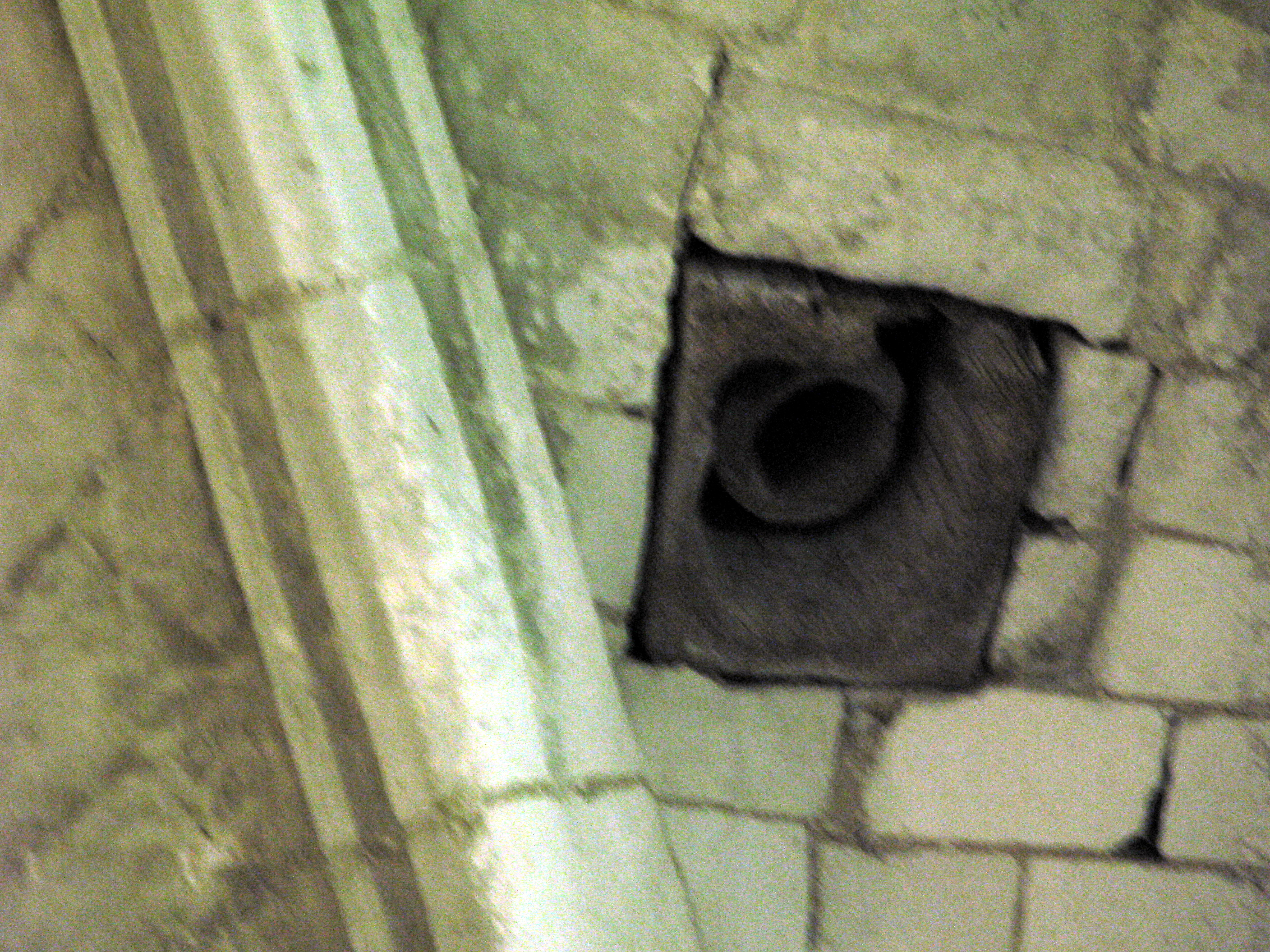